# نوع بنفسه
نوع بنفسه هي ترجمة اللاتينية sui generis التي تستعمل في مجالات شتى للدلالة على عدم دخول الشيء في نوع معين واعتبارها نوعا بحد ذاته.